# Carlos Frick Davie
Carlos Frick Davie (Montevideo, 1907 - 1985) fou un advocat i polític uruguaià pertanyent al Partit Colorado. Va ser ministre de Ramaderia, Agricultura i Pesca de l'Uruguai entre 1968 i 1969.
D'ascendència escocesa, Frick es va interessar per la política des de molt petit. Era un home rural, interessat en l'agricultura. Es va casar i va tenir cinc fills. Un d'ells, Carlos Frick Jr., va demostrar simpaties cap als tupamaros, el moviment polític revolucionari d'esquerres que va utilitzar les armes durant la dictadura uruguaiana (1973-1985).
El 1969 va deixar el càrrec de ministre per discrepàncies amb el govern de Jorge Pacheco Areco. Poc temps després, Frick va ser segrestat pels tupamaros però va ser finalment alliberat el 1972.
Va morir el 1985.